# Теаску дин Деал (Долж)
Теаску дин Деал (рум. Teascu din Deal) насеље је у Румунији у округу Долж у општини Арђетоаја. Oпштина се налази на надморској висини од 272 m.

## Становништво
Према подацима из 2002. године у насељу је живело 105 становника, од којих су сви румунске националности.